# Ultrabook

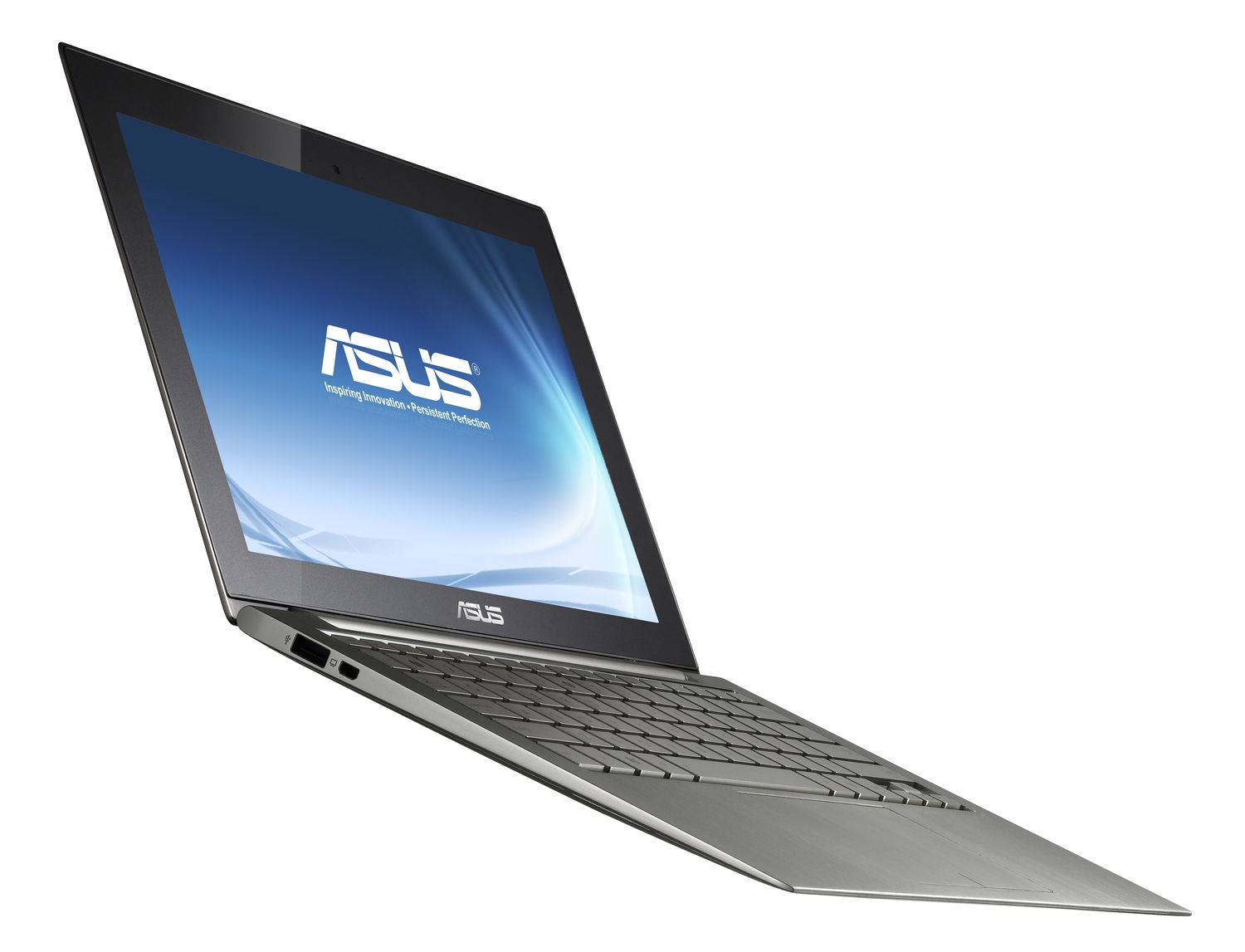
L'ultrabook Asus x21.

Ultrabook est une spécification d'ordinateur portable élaborée par Intel.
Depuis le 21 novembre 2011, l'appellation ultrabook est sous le coup d'une opposition en Europe, déposée auprès de l'Office de l'harmonisation dans le marché intérieur (OHMI) par la société Polygun, propriétaire et exploitant de la marque Ultra-book en France.
Le concept d'ultrabook est apparu la première fois en 2007 sur l'initiative conjointe d'Intel et de Zimba Design.
La taille de ces appareils les place dans le genre ultraportable. Grâce à ce nouveau format, Intel espérait voir ses machines prendre 40 % des parts du marché des ordinateurs portables en 2012. Cependant, Acer et Asus ont sorti leur propre premier modèle dès la fin 2011 et d'autres constructeurs, dont notamment Dell et Samsung, ont annoncé le leur lors du CES 2012,. Quant à elle, la marque Toshiba a lancé deux modèles sous l'appellation Portégé.

## Caractéristiques
Intel a établi un cahier de charges que les ordinateurs devront respecter pour porter l'appellation ultrabook :
- l'épaisseur de l'ordinateur portable ne doit pas excéder 21 mm pour un modèle de 14 pouces ou plus, 18 mm pour un modèle de 13,3 pouces ou moins ; la machine doit aussi être légère, mais aucune valeur chiffrée n'a été donnée ;
- l'ordinateur doit permettre le démarrage instantané ;
- l'autonomie doit dépasser cinq heures ;
- l'appareil doit être sécurisé à l'aide de technologies comme Anti-Theft Technology ou Identity Protection Technology.

Pour remplir la seconde condition, on pourrait s'attendre à ce que l'ultrabook soit équipé d'un solid-state drive (SSD). Toutefois, selon Intel, cela n'est pas obligatoire et le Dell XPS 14 (équipé d'un disque dur couplé d'une mémoire flash tampon) confirme les dires d'Intel. Les processeurs équipant ces ordinateurs seront des processeurs ultra low voltage (ULV), c'est-à-dire des processeurs basse consommation. Les processeurs étaient dans un premier temps des Sandy Bridge, ensuite des Ivy Bridge, et enfin des Haswell.

## L’évolution des ultrabooks pour 2013
Avec l’arrivée de ses nouveaux processeurs, Intel a mis à jour le cahier des charges à respecter pour être éligible à l'appellation ultrabook. Haswell, la 4e génération de processeur, a succédé à Ivy Bridge et a marqué un tournant important dans l’évolution de ces machines. 
D’énormes efforts ont été réalisés par le fondeur dans la réduction de consommation et la dissipation de chaleur de ses nouveaux processeurs, une avancée qui permet aujourd’hui à ses partenaires de proposer des facteurs de forme(form-factor) très différents de ce que nous avions l’habitude de voir. Les années 2013-2014 ont marqué l’arrivée de nouveaux ultrabooks tactiles, hybrides, à écran coulissant ou rotatif à 360 degrés. Ils étaient pour la plupart plus minces, plus légers et surtout plus autonomes que la génération précédente. Intel a beaucoup misé sur cette diversité pour concurrencer la forte progression des tablettes tactiles souvent limitées par leur usage et leur puissance.
C’est lors du Computex qui s'est tenu à Taiwan au début du mois de juin qu’Intel a révélé ses nouvelles normes :
- l’écran tactile devait être obligatoire sur tous les modèles à venir ;
- la sortie du mode veille devrait se faire en seulement trois secondes ;
- le mode standby (un mode veille intelligent) devrait permettre une autonomie de 7 jours ;
- sous Windows 8, l’autonomie devrait être au minimum de 9 heures ou 6 heures en lecture de vidéo HD, une augmentation de 50 % par rapport à la 2e génération ;
- Intel souhaitait renforcer la sécurité et obligeait ses partenaires à installer un antivirus et un antimalware pour ceux qui ne le faisaient pas déjà ;
- la machine devrait être compatible avec la protection antivol d’Intel : Anti-Theft[11] ;
- le wireless display (WiDi) devenait obligatoire et le signal de la puce WiFi était revu à la hausse ;
- Intel a revu à la hausse l’épaisseur des machines pour compenser la diversité des facteurs de forme attendus, les écrans de plus de 14 pouces ne devraient pas dépasser 23 mm d’épaisseur contre 21 auparavant. Les écrans plus petits étaient limités à 20 mm contre 18 mm auparavant ;
- l’appareil devrait comporter obligatoirement un port USB 3.0 ;
- Intel anticipait l’avenir et obligeait les constructeurs à intégrer un contrôle du PC par la voix (nécessite un microphone stéréo performant avec nettoyage du bruit ambiant) ; cette fonctionnalité ne verrait le jour que vers 2014 en même temps que la reconnaissance faciale et gestuelle ;
- enfin, cela ne semblait pas être une obligation, mais Intel souhaitait voir arriver de plus en plus d’ultrabooks équipés d’un port Thunderbolt.

Cette nouvelle génération devait se segmenter en trois gammes de prix et de performances. La première située autour des 599 à 799 $, la seconde de 799 à 999 $ et la dernière à plus de 1 000 $. Les ultrabooks hybrides devaient faire leur entrée dans la seconde et troisième gammes, la première se contentait d’accueillir des modèles d’entrée de gamme avec un design classique et des performances minimales (processeur Core i3, disque dur hybride avec cache SSD réduit, 4 Go de mémoire, dalle TN tactile, résolution standard, etc.). Par rapport à l’année précédente, Intel visait clairement une tranche de prix quasi inexistante (hors période de soldes ou déstockages) pour augmenter les parts de marché de ses machines.
Selon une étude du cabinet Gartner de juin 2013, les ventes d'ultrabooks ont été de 9,7 millions d'unités en 2012, 20,3 millions en 2013 et devaient approcher les 39,8 millions en 2014.